# Circuito de Guecho de 2018
A 73.ª edição da clássica ciclista Circuito de Guecho foi uma corrida de ciclismo na Espanha que se celebrou a 31 de julho de 2018 sobre um percurso de 185 quilómetros com início e final na cidade de Guecho.
A corrida fez parte do UCI Europe Tour de 2018, dentro da categoria 1.1, e foi vencida pelo espanhol Alex Aranburu do Caja Rural-Seguros RGA. O pódio completaram-no os também espanhóis Carlos Barbero do Movistar e Jon Aberasturi do Euskadi Basque Country-Murias, segundo e terceiro classificado respectivamente.

## Equipas participantes
Tomaram parte na corrida 10 equipas: 1 de categoria UCI WorldTeam; 4 de categoria Profissional Continental; e 5 de categoria Continental. Formando assim um pelotão de 72 ciclistas dos que acabaram 50. As equipas participantes foram:
| Equipe WorldTeam- Movistar Team Equipes profissionais Continentais (4)- Delko-Marseille Provence-KTM - Burgos-BH - Caja Rural-Seguros RGA - Euskadi Basque Country-Murias Equipes Continentais (5)- Fundación Euskadi - Massi-Kuwait Team - Polartec-Kometa - VIB Sports - Team Ukyo |
| |

## Classificação final
- As classificações finalizaram da seguinte forma:[3]

| \| Classificação geral \| Classificação geral \| Classificação geral \| Classificação geral \| Classificação geral \| \| Ciclista \| Ciclista \| Equipe \| Tempo \| \| \| ------------------- \| ------------------- \| ---------------------------- \| ------------------- \| ------------------- \| \| 1. \| Alex Aranburu \| Caja Rural-Seguros RGA \| 4h31m40s \| \| \| 2. \| Carlos Barbero \| Movistar Team \| + 0s \| \| \| 3. \| Jon Aberasturi \| Euskadi-Murias \| + 0s \| \| \| 4. \| Jesús Ezquerra \| Burgos-BH \| + 0s \| \| \| 5. \| Richard Carapaz \| Movistar Team \| + 5s \| \| \| 6. \| Jonathan Lastra \| Caja Rural-Seguros RGA \| + 6s \| \| \| 7. \| Egoitz Fernández \| Team Ukyo \| + 0s \| \| \| 8. \| Álvaro Cuadros \| Caja Rural-Seguros RGA \| + 9s \| \| \| 9. \| Fabricio Ferrari \| Caja Rural-Seguros RGA \| + 12s \| \| \| 10. \| Iuri Filosi \| Delko-Marseille Provence-KTM \| + 12s \| \| |                  |                              |          |
| |                  |                              |          |
| Fonte: ProCyclingStats |                  |                              |          |
| Classificação geral |                  |                              |          |
| Ciclista | Ciclista         | Equipe                       | Tempo    |
| 1. | Alex Aranburu    | Caja Rural-Seguros RGA       | 4h31m40s |
| 2. | Carlos Barbero   | Movistar Team                | + 0s     |
| 3. | Jon Aberasturi   | Euskadi-Murias               | + 0s     |
| 4. | Jesús Ezquerra   | Burgos-BH                    | + 0s     |
| 5. | Richard Carapaz  | Movistar Team                | + 5s     |
| 6. | Jonathan Lastra  | Caja Rural-Seguros RGA       | + 6s     |
| 7. | Egoitz Fernández | Team Ukyo                    | + 0s     |
| 8. | Álvaro Cuadros   | Caja Rural-Seguros RGA       | + 9s     |
| 9. | Fabricio Ferrari | Caja Rural-Seguros RGA       | + 12s    |
| 10. | Iuri Filosi      | Delko-Marseille Provence-KTM | + 12s    |

## UCI World Ranking
O Circuito de Guecho outorga pontos para o UCI Europe Tour de 2018 e o UCI World Ranking, este último para corredores das equipas nas categorias UCI WorldTeam, Profissional Continental e Equipas Continentais. As seguintes tabelas mostram o barómetro de pontuação e os 10 corredores que obtiveram mais pontos:
| Posição             | 1.ª | 2.ª | 3.ª | 4.ª | 5.ª | 6.ª | 7.ª | 8.ª | 9.ª | 10.ª | 11.º | 12.º | 13.º-15.º | 16.º-25.º |
| Classificação geral | 125 | 85  | 70  | 60  | 50  | 40  | 35  | 30  | 25  | 20   | 15   | 10   | 5         | 3         |

| 1.º  | Alex Aranburu    | Caja Rural-Seguros RGA        | 125 |
| 2.º  | Carlos Barbero   | Movistar                      | 85  |
| 3.º  | Jon Aberasturi   | Euskadi Basque Country-Murias | 70  |
| 4.º  | Jesús Ezquerra   | Burgos-BH                     | 60  |
| 5.º  | Richard Carapaz  | Movistar                      | 50  |
| 6.º  | Jonathan Lastra  | Caja Rural-Seguros RGA        | 40  |
| 7.º  | Egoitz Fernández | Euskadi                       | 35  |
| 8.º  | Álvaro Quadros   | Caja Rural-Seguros RGA        | 30  |
| 9.º  | Fabricio Ferrari | Caja Rural-Seguros RGA        | 25  |
| 10.º | Iuri Filosi      | Delko Marseille Provence KTM  | 20  |